# Vratislav Chaloupka
Vratislav Chaloupka (26 czerwca 1959 w Uherskim Hradišciu) – czeski piłkarz występujący na pozycji napastnika. Młodzieżowy reprezentant Czechosłowacji do lat 21.
Grał dla Rudej hvězdy Cheb, Sparty Praga, LIAZ-a Jablonec, Motorletu Praga, Škody Pilzno, Spartaka Hradec Králové, DAC Dunajská Streda oraz w Austrii w drugoligowym Donaufeld Wiedeń.

## Sukcesy
Sparta Praga
- Zdobywca Pucharu Intertoto UEFA: 1980